# Provinciale weg 515
De Provinciale weg 515, ook wel N515, is een provinciale weg in Noord-Holland die loopt van de N246 bij Westzaan naar de A7. De N515 bestaat uit twee gedeelte en is onderbroken in Zaandijk. 
De N515 is begin jaren 30 van de 20e eeuw gebouwd als provinciale weg tussen Haarlem en Purmerend. Het weggedeelte tussen Haarlem en Pont Buitenhuizen is inmiddels niet meer provinciaal. Het gedeelte tussen Pont Buitenhuizen en Westzaan is nog wel provinciaal - evenals het na de Tweede Wereldoorlog geopende gedeelte tussen Beverwijk en Pont Buitenhuizen – en genummerd als N246 – deze weg loopt van Beverwijk naar West-Graftdijk, en komt uit op de N244 tussen Alkmaar en Edam. In Zaandijk kruiste de N515 de spoorlijn tussen Amsterdam en Alkmaar en de Provincialeweg tussen Zaandam en Uitgeest (N203). Eind jaren 60 zijn veel omliggende woningen gesloopt zodat het kruispunt kon worden vergroot om ruimte te bieden aan het toenemende autoverkeer. In deze periode is de N203 tussen Zaandam en Wormerveer en tussen Wormerveer en Krommenie verdubbeld, alsmede de laatste kilometer van de N515 tussen de wijk Rooswijk in Zaandijk en de spoorwegovergang.
De N515 is deels over wegen geleid die reeds voor de jaren 30 bestonden. Bijvoorbeeld het gedeelte langs de Nauernase Vaart tussen Nauerna en Westzaan, alsmede het gedeelte tussen de Middel in Westzaan en de rivier de Zaan in Zaandijk. Het gedeelte tussen Westzaan en de Zaan heette voor de aanleg van de N515 het Guispad, en is tegenwoordig beter bekend als de Guisweg. Over de Zaan ligt de Julianabrug en aan de andere kant van het water heet de N515 de Leeghwaterweg. Even voorbij museumdorp de Zaanse Schans sluit de weg aan op de A7 tussen de Afsluitdijk en Zaandam. Voordat deze snelweg in de jaren zeventig werd aangelegd, liep de Leeghwaterweg door tot aan het centrum van Purmerend. De A7 tussen de Leeghwaterweg en Purmerend is eigenlijk dan ook gewoon een uitbreiding van de oude provinciale weg uit de jaren 30. Het naar autosnelweg omgebouwde gedeelte tussen knooppunt Zaandam en Purmerend werd door de provincie Noord-Holland uitgevoerd, onder het administratief nummer S14.
Het gedeelte van de N515 tussen de Middel in Westzaan en de wijk Rooswijk in Zaandijk is begin jaren 70 doorsneden door de aanleg van de A8 (Coentunnelweg) tussen de N246. Er werd voor gekozen geen viaduct te bouwen over de bestaande Guisweg, maar de weg volledig af te sluiten en een omleidingsroute aan te leggen tussen Westzaan en de destijds nieuwe wijk Westerkoog in Koog aan de Zaan. Sindsdien is er dus ook een Omgelegde Guisweg. Bij Westerkoog sluit de N515 aan op de A8. Deze op het oog onlogische oplossing hangt samen met een plan dat destijds leefde om een extra snelweg aan te leggen van Amsterdam naar de Zaanstreek. Die zou op de A8 moeten aansluiten op ongeveer het punt waar de snelweg thans de oude Guisweg doorsnijdt. Met andere woorden, de afsluiting en omlegging was noodzakelijk om ruimte te bieden aan een toekomstige knooppunt van snelwegen. Het plan voor de snelweg is volledig van het toneel verdwenen.
Wat rest is een onnodige lange tweestrooksweg dwars door een natuurgebied. Het lijkt echter uitgesloten dat de oude loop van de Guisweg ooit wordt hersteld, ook al omdat het hoofdbureau en de terreinen van de Politieregio Zaanstreek-Waterland over het oude weggedeelte ligt.
De N515 is over de gehele lengte dubbel genummerd met de stadsroute S153 en het laatste gedeelte ook met de S155.